# Шевці
Шевці — колишнє село в Україні, в Новосанжарському районі Полтавської області.
Село позначене на 3-версній карті 1860-1870-х рр. як хутір Самохвали на 28 дворів. Дата зміни назви на Шевці невідома.
1987 р у селі мешкало 10 осіб. На середину 2000-х років село знелюдніло.
Село зняте з обліку рішенням Полтавської обласної ради від 17 вересня 2008 року.